# James Bickford
James John „Jim“ Bickford (* 2. November 1912 in Lake Placid, New York; † 3. Oktober 1989 in Rainbow Lake, New York) war ein US-amerikanischer Bobfahrer.

## Biografie
James Bickford wurde 1934 Nordamerikanischer Meister im Viererbob. Bei den Olympischen Spielen 1936 belegte er im Viererbob-Wettbewerb als Anschieber von Frank Tyler den sechsten Platz. 1948 gewann Bickford als Pilot zusammen mit seinen Anschiebern Thomas Hicks sowie den Brüdern Donald und William Dupree im Viererbob-Wettbewerb die Bronzemedaille. Auch bei den zwei folgenden Olympischen Spielen startete Bickford im Viererbob.
Bei der Weltmeisterschaft 1937 und 1954 gewann Bickford die Bronze- und 1949 die Silbermedaille.
Bickford lebte sein ganzes Leben in der Nähe von Lake Placid und war viele Jahre als Wildhüter tätig.